# بیدخت
بیدُخت شهری در بخش مرکزی شهرستان گناباد استان خراسان رضوی ایران است.
این شهر در فاصله۲۹۲ کیلومتری جنوب شهر مشهد و ۵ کیلومتری شهر گناباد قرار گرفته‌است.
بیدخت در شرق گناباد و در یک ناحیه دشتی واقع شده و آب و هوای معتدل خشک دارد. مردم بیدخت به زبان فارسی سخن می‌گویند و پیرو مذهب اثنی عشری هستند.
اقتصاد بیدخت بر پایه فعالیت‌های کشاورزی و صنایع دستی به ویژه فرش استوار شده است. فرش بیدخت با طرح‌های معروف مشهدی و کاشمری بافته می‌شود. معروفترین اثر تاریخی شهر بیدخت با نام مزار سلطانی بیدخت آرامگاه سلطان علیشاه از اقطاب سلسله نعمت‌اللهی سلطان علیشاهی گنابادی و چند تن از اقطاب دیگر این سلسله طریقتی است. این عارف وارسته از فضلای نیمه دوم قرن 13 و ربع اول قرن 14 هـ.ق است که در بیدخت به ابدیت پیوسته است. آرامگاه وی مشتمل بر چهار صحن سنگ فرش شده به نام‌های پایین، بالا، کوثر و فردوس است، گنبد آن از کاشی‌های نفیس با نقوش شاخ و برگ اسلیمی پوشیده شده است. دو کتیبه در دور گنبد طراحی و اجرا شده است. این بنا چهار مناره، یک برج ساعت، ایوان و حجراتی بر گرداگرد صحن‌ها و اتاق مقبره دارد. دو حوض آب با لبه‌های سنگی در حیاط آرامگاه احداث شده است. بانی اولیه این بنا ملاعلی نورعلیشاه ثانی است اما تکمیل این بنای تاریخی در دورهٔ قطبیت محمدحسن گنابادی با لقب طریقتی صالح علی شاه و  جانشین وی سلطان‌حسین تابنده گنابادی با لقب طریقتی رضاعلیشاه انجام شده است. 
یک زیارتگاه و مسجد قدیمی نیز در روستا وجود دارد. معماری بومی روستا نیز بسیار جالب توجه است.
شهرداری بیدخت از بهمن ۱۳۹۳ عضو سازمان بین‌المللی شهرداران صلح است. این شهر مدفن برخی از اقطاب سلسله نعمت‌اللهی سلطان علیشاهی گنابادی از جمله نورعلی تابنده است که در مقبره‌ای به نام مزار سلطانی بیدخت مدفون می‌باشند. در اوایل سال ۱۹۷۹، گروه‌های انقلابی مجموعه مقبره را هتک حرمت کردند، اما به زودی به توافق رسیدند.

## وجه تسمیه
سه احتمال برای وجه تسمیه بیدخت وجود دارد:
1. بیدخت نام ستاره زهره است و به علت وجود نفوذ ادیان شرقی هندی در مناطق شرق ایران احتمال می‌دهند این مکان از مراکز پرستش ناهید بوده‌است.
2. نام دختر یکی از پادشاهان ایرانی بوده که در زمان رستم به این محل آمده و ساکن گشته و نام خود را بر این مکان نهاده.[۴]
3. ابتدا هیدخت بوده‌است و بیدخ خوانده شده. دخت بمعنای دختر و هی بمعنای خوب؛ یعنی دخترِخوب و ناهید یعنی دختر زرتشتیان نیز مؤید این قول است پس اصل در این لغت هیددخت بوده. یک دال را حذف کرده‌اند و هیدخت شده و بعدها بیدخت شده.[نیازمند منبع]

## جمعیت
بر پایه سرشماری عمومی نفوس و مسکن در سال ۱۳۹۵ جمعیت این شهر ۵٬۵۰۱ نفر (در ۱٬۷۱۹ خانوار) بوده‌است.

## شورای شهر بیدخت
شورای شهر به منظور پیشبرد سریع برنامه‌ها از طریق همکاری مردم و نظارت بر امور شهر تشکیل شده‌است. شورای شهر بیدخت متشکل از ۵ عضو است که برای یک دورهٔ چهار ساله از طریق انتخابات برگزیده می‌شوند. هم‌چنین نظارت بر عملکرد شهرداری و انتخاب شهردار، تصویب بودجهٔ سالانهٔ شهرداری از دیگر وظایف شورای شهر است. از سال ۱۳۷۸ تاکنون (۱۴۰۰) شش دوره انتخابات شهر و روستا برگزار شده‌است:

### شورای ششم ۱۴۰۰–۱۴۰۴[۶]
- احمد علی‌اصغری ۶۹۱ رأی،
- محمد حیدری ۵۹۰ رأی،
- حسین قاسم‌زاده بیدختی ۵۶۷ رأی
- حسن افکار بیدختی ۴۷۴ رأی
- مرتضی دهقانی بیدختی با ۴۵۱ رأی